# 아르티가스주

아르티가스주의 위치

아르티가스주(스페인어: Departamento de Artigas)는 우루과이 최북단에 위치한 주로 주도는 아르티가스이며 면적은 11,928km2, 인구는 73,378명(2011년 기준)이다. 남쪽으로는 살토주와 접하며 서쪽으로는 아르헨티나, 북쪽과 동쪽으로는 브라질과 국경을 접한다.

주기
주 문장